# 1599
Năm 1599 (số La Mã: MDXCIX) là một năm thường bắt đầu vào thứ Sáu trong lịch Gregory (hoặc một năm thường bắt đầu vào thứ hai của lịch Julius chậm hơn 10 ngày).